# 大浜晧
大浜晧（おおはま あきら、1904年7月22日ー1987年12月20日）は、日本の中国哲学者。

## 略歴
沖縄県出身。1934年九州帝国大学法文学部支那哲学科卒業、1939年東京帝国大学大学院満期退学。1941年台北帝国大学予科教授となり、敗戦により内地に帰還、1948年11月名古屋大学文学部助教授、教授。68年定年退官、名誉教授となる。愛知沖縄県人会長を務めた。

## 著書
- 『中国古代の論理』東京大学出版会 1959
- 『老子の哲学』勁草書房 1962
- 『荘子の哲学』勁草書房 1966
- 『中国的思惟の伝統 対立と統一の論理』勁草書房 1969
- 『中国・歴史・運命 史記と史通』勁草書房 1975  『史記と史通の世界 中国の歴史観』東方書店、1992
- 『中国古代思想論』勁草書房 1977
- 『朱子の哲学』東京大学出版会 1983